# پائولی آربارئی
پائولی آربارئی (به ایتالیایی: Pauli Arbarei) یک کومونه در ایتالیا است که در استان مدیو کامپیدانو واقع شده‌است. پائولی آربارئی ۱۵٫۱۴ کیلومتر مربع مساحت و ۶۰۸ نفر جمعیت دارد و ۱۳۶ متر بالاتر از سطح دریا واقع شده‌است.